# Szörény vármegye

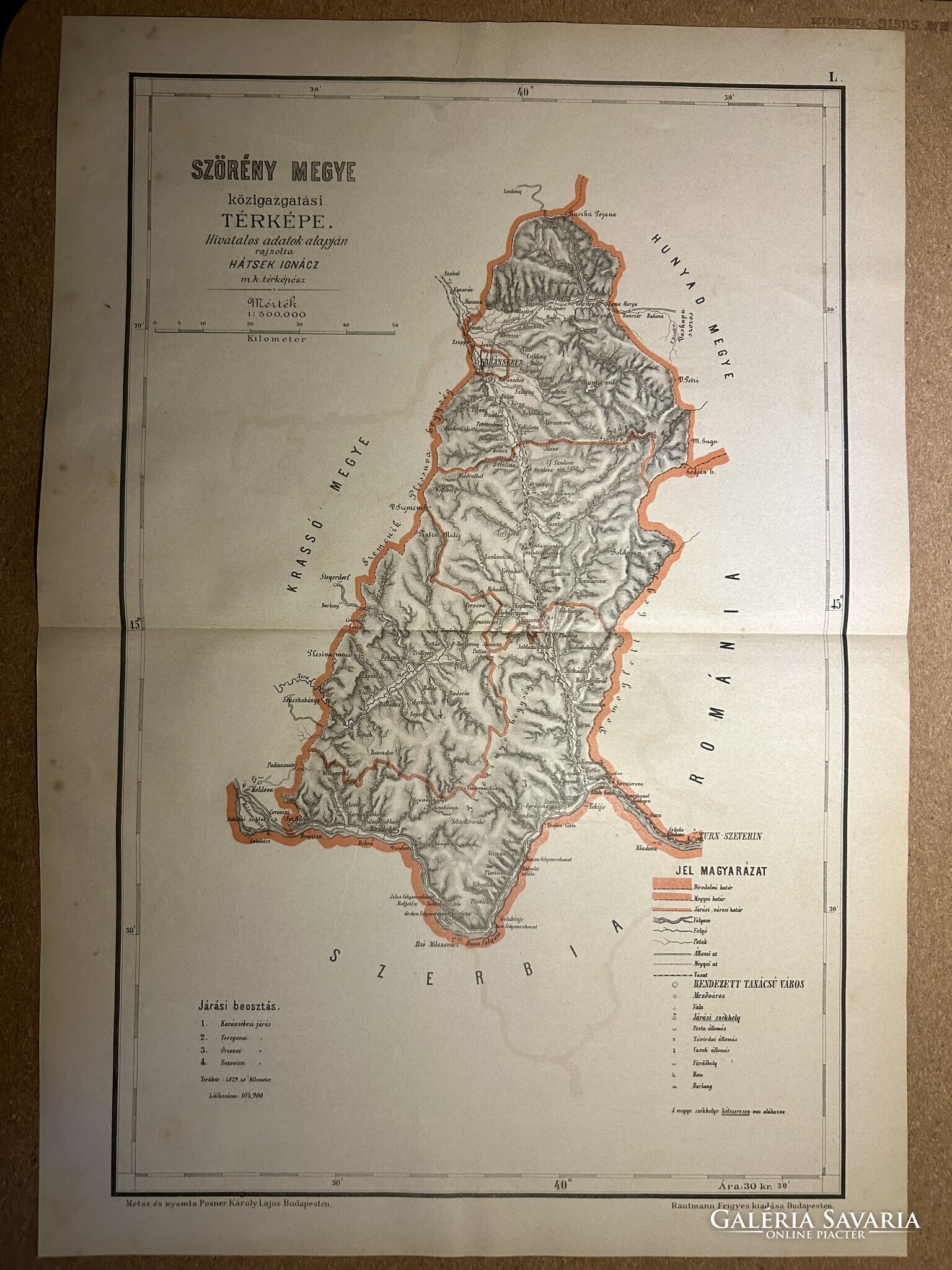
Szörény vármegye térképe

Szörény vármegye az 1881-es vármegyerendezéskor egyesült Krassó vármegyével.

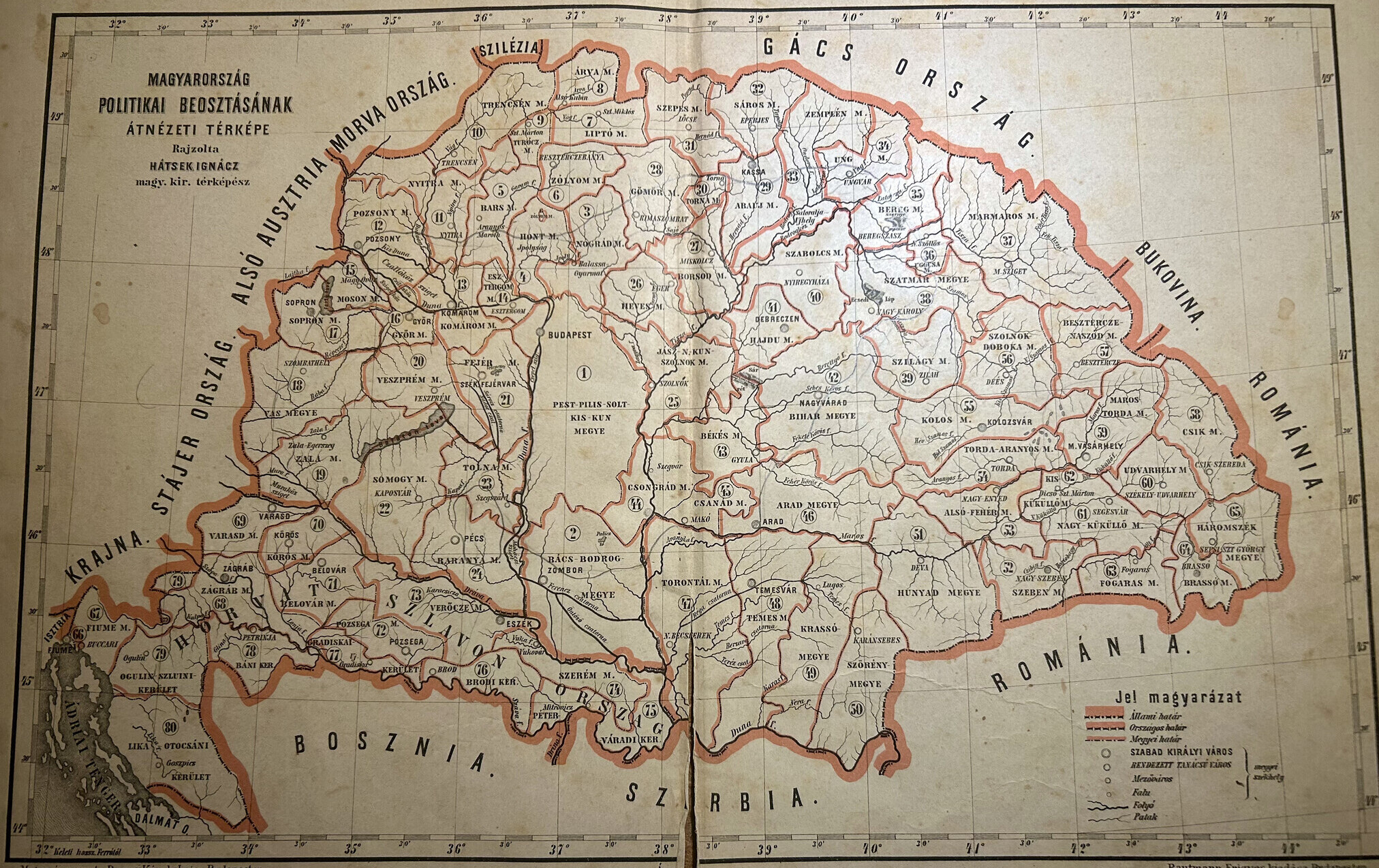
Magyar Királyság közigazgatása 1876-1881